# Rocksprings
Rocksprings è un centro abitato degli Stati Uniti d'America, situato nella contea di Edwards (di cui è capoluogo) dello Stato del Texas.
La popolazione era di 1.285 persone al censimento del 2000.
La città prende il nome dalle sorgenti naturali che sgorgano dalle rocce calcaree porose nella zona.

## Geografia fisica
Rocksprings è situata a 30°00′58″N 100°12′32″W (30.016161, -100.209023), sulla cima dell'Altopiano Edwards. Secondo lo United States Census Bureau, ha un'area totale di 1,2 miglia quadrate (3,1 km²).

## Società

### Evoluzione demografica
Secondo il censimento del 2000, c'erano 1.285 persone, 420 nuclei familiari e 312 famiglie residenti nella città. La densità di popolazione era di 1.064,1 persone per miglio quadrato (410,0/km²). C'erano 535 unità abitative a una densità media di 443,0 per miglio quadrato (170,7/km²). La composizione etnica della città era formata dal 76,26% di bianchi, l'1,17% di afroamericani, lo 0,93% di nativi americani, lo 0,16% di asiatici, il 18,75% di altre razze, e il 2,72% di due o più etnie. Ispanici o latinos di qualunque razza erano il 66,69% della popolazione.
C'erano 420 nuclei familiari di cui il 40,2% aveva figli di età inferiore ai 18 anni, il 58,3% erano coppie sposate conviventi, l'11,7% aveva un capofamiglia femmina senza marito, e il 25,5% erano non-famiglie. Il 23,1% di tutti i nuclei familiari erano individuali e l'11,9% aveva componenti con un'età di 65 anni o più che vivevano da soli. Il numero di componenti medio di un nucleo familiare era di 2,99 e quello di una famiglia era di 3,58.
La popolazione era composta dal 33,5% di persone sotto i 18 anni, l'8,3% di persone dai 18 ai 24 anni, il 25,6% di persone dai 25 ai 44 anni, il 20,5% di persone dai 45 ai 64 anni, e il 12,1% di persone di 65 anni o più. L'età media era di 32 anni. Per ogni 100 femmine c'erano 105,3 maschi. Per ogni 100 femmine dai 18 anni in giù, c'erano 99,3 maschi.
Il reddito medio di un nucleo familiare era di 19.970 dollari, e quello di una famiglia era di 22.614 dollari. I maschi avevano un reddito medio di 21.369 dollari contro i 14.408 dollari delle femmine. Il reddito pro capite era di 8.957 dollari. Circa il 31,7% delle famiglie e il 38,2% della popolazione erano sotto la soglia di povertà, incluso il 51,6% di persone sotto i 18 anni e il 16,8% di persone di 65 anni o più.